# Аргентино-черногорские отношения
Аргентино-черногорские отношения — двусторонние дипломатические отношения между Аргентиной и Черногорией. Обе страны являются членами Организации Объединённых Наций (ООН).

## История

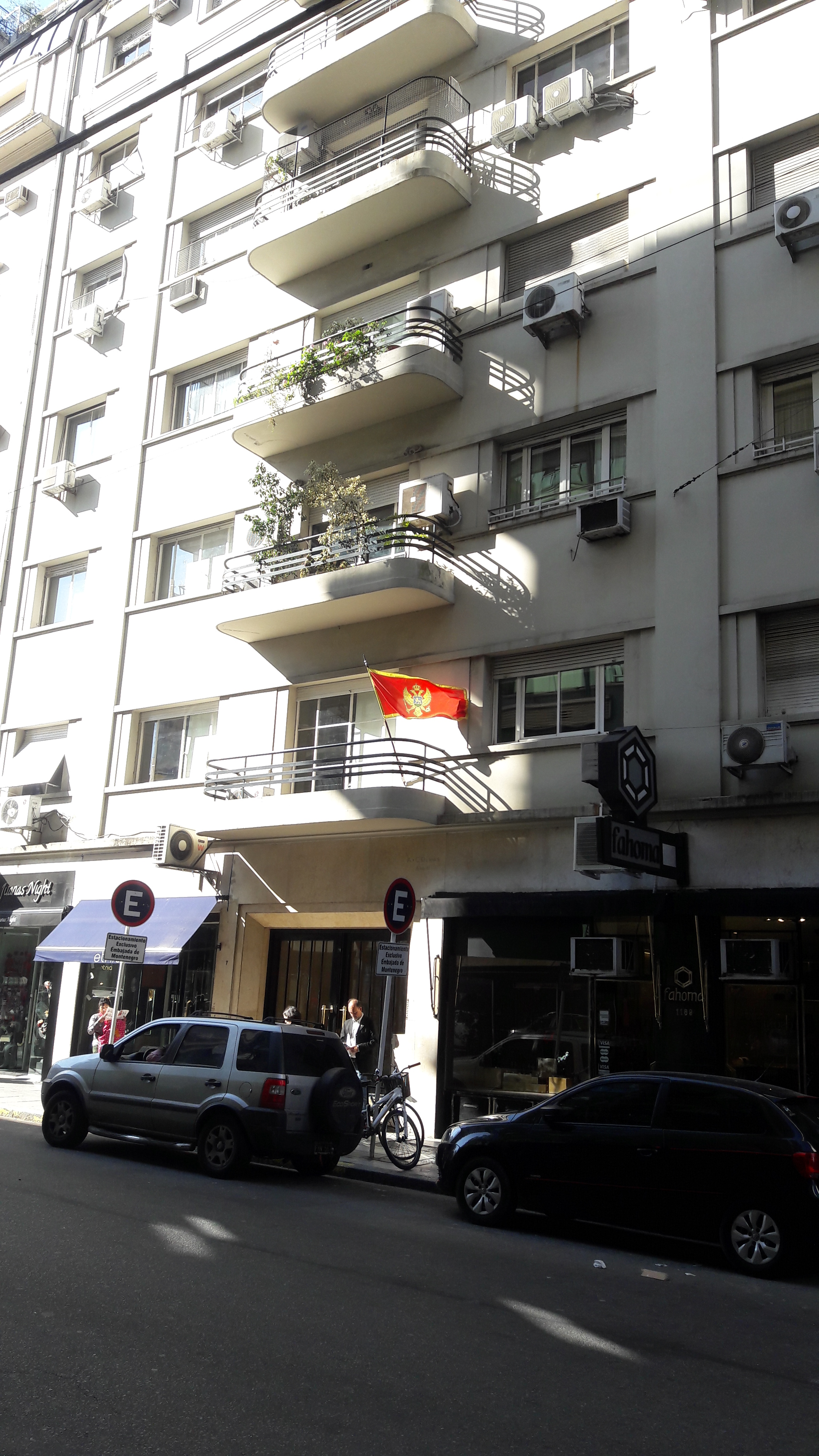
Посольство Черногории в Буэнос-Айресе

В Аргентине проживают самые большие общины этнических черногорцев за пределами Европы. В начале 1900-х годов черногорцы из Королевства Черногория начали сюда эмигрировать. В настоящее время в Аргентине проживает около 50 000 черногорцев и их потомков. Большинство из них проживает в северной провинции Чако, а оставшаяся часть живёт в Буэнос-Айресе, Тандиле, Венадо-Туэрто и Хенераль Хуан Мадариага — городе с населением около 5000 человек.
Аргентина официально признала независимость Черногории 23 июня 2006 года, а дипломатические отношения были установлены 13 сентября 2006 года. Аргентина аккредитована в Черногории через посольство в Белграде (Сербия). C 2013 года у Черногории есть посольство в Буэнос-Айресе, которое является единственным посольством Черногории в Латинской Америке.

## Торговля
В 2020 году черногорский импорт товаров из Аргентины составил 1,8 млн $ (в 2019 году — почти 2,8 млн $), а черногорский экспорт в Аргентину, по состоянию на 2019 год, составил 470 тыс. $.